# Serák Márta
Serák Márta, Serák Matild (Budapest, 1892. augusztus 24. – 1960 után) opera-énekesnő (szoprán).

## Életútja
Serák Károly és Thury Mária leányaként született. Kezdetben (1913) a Népopera, majd 1913. szeptember 1-jétől 1919. szeptember 15-éig a Magyar Királyi Operaház tagja volt, ekkor az első világháború utáni gazdasági válság miatt ifj. Ábrányi Emil sokakkal együtt az ő szerződését is felbontotta. Elbocsájtása után kártérítési pert nyert az Operaház ellen. Ezután Bécsben és Berlinben voltak sikerei. Leghíresebb szerepe külföldön Lehár Frasquitájának címszerepe volt, amit osztrák és német színpadokon több százszor énekelt. 1920. június 1-jén Bécsben férjhez ment Heisler Ervin gyároshoz (Heisler Ignác szállítmányozási részvénytársaság főrészvényesének és alapítójának fia) ezután saját alkalmi operett-együttessel tett körutakat mint primadonna. A Városi Színház vendége volt Lehár Frasquitájában 1925-ben. Később Berlinbe költözött, az 1930-as évek elején elvált férjétől. Az utolsó ismert adat szerint 1960-ban São Pauloban élt.
Testvére, Thury Serák Alice a Színiakadémán tanult 1911 és 1914 között.

## Ismert szerepei
- Ifj. Ábrányi Emil: Don Quijote – Első apród
- Eugen d’Albert: Hegyek alján – Nuri
- Georges Bizet: Carmen – Mercedes; Frasquita
- Léo Delibes: Lakmé – Miss Ellen
- Erkel Ferenc: Névtelen hősök – Jóska
- Leo Fall: A kedves Augusztin – Pipsz zászlós
- Christoph Willibald Gluck: Május királynője – Helena
- Goldmark Károly: Sába királynője – Asztarót
- Charles Gounod: Faust – Siebel
- Jacques Fromental Halévy: A zsidónő – Eudoxia hercegnő
- Engelbert Humperdinck: Jancsi és Juliska – Juliska
- Erich Wolfgang Korngold: Violanta – Bice
- Lehár Ferenc: Frasquita – címszerep
- Ruggero Leoncavallo: Bajazzók – Nedda
- Pietro Mascagni: Parasztbecsület – Lola
- Jules Massenet: Manon – Pousette
- Giacomo Meyerbeer: Dinorah – Első pásztorfiú
- Wolfgang Amadeus Mozart: A varázsfuvola – Papagena
- Poldini Ede: A csavargó és a királyleány – A királyleány
- Giacomo Puccini: Bohémélet – Musette
- Johann Strauss jun.: A denevér – Adél; Orlofsky herceg
- Franz von Suppé: Boccaccio – Fiametta
- Ambroise Thomas: Mignon – Philine
- Giuseppe Verdi: La Traviata – Annina
- Richard Wagner: A walkür – Ortlinde
- Zerkovitz Béla: Aranyeső – Utcai énekes